# Harald Sverdrup (oceanograaf)

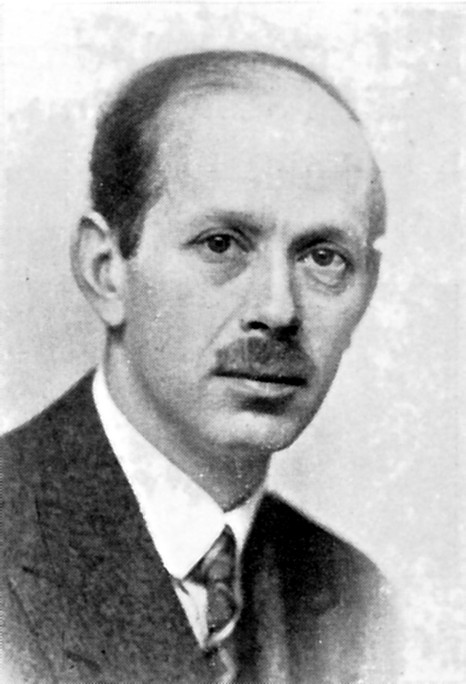
Harald Sverdrup

Harald Ulrik Sverdrup (Sogndal, 15 november 1888 – 21 augustus 1957) was een Noors oceanograaf en meteoroloog, die binnen deze vakgebieden tal van theoretische ontdekkingen deed.

## Professionele Carrière
In 1906 werd hij toegelaten tot de universiteit van Noorwegen, maar haalde eerst een graad als reserve-officier in 1908. Hij vatte zijn wetenschappelijke studies aan in de astronomie, maar werd al snel ontdekt door Vilhelm Bjerknes, een autoriteit op het gebied van atmosferische luchtcirculaties. Hij werd zijn assistent in 1911 en volgde zijn professor naar Leipzig in 1913. In 1917 werd de (oorlogs)situatie in Leipzig (Duitsland) onhoudbaar en beiden keerden terug naar Noorwegen.
In 1917 publiceerde hij zijn doctoraal proefschrift "Der nordatlantische Passat" dat sterk beïnvloed werd door Bjerknes. 
Tussen 1917 en 1925 was hij betrokken als wetenschapper bij de expeditie naar de Noordpool, onder leiding van Roald Amundsen. De expeditie met het schip de Maud vertrok uit Noorwegen in de zomer van 1918. Ze bereikte uiteindelijk de Noordpool niet, maar Sverdrup slaagde er wel in belangrijk wetenschappelijk onderzoek te doen naar de atmosferische circulaties en het magnetisch veld van de aarde.
Hierna werd hij vakgroepvoorzitter van het departement meteorologie in Bergen (als opvolger van Vilhelm Bjerknes), maar zijn interesses lagen meer op het gebied van de oceanografie.
In 1936 werd Sverdrup directeur van het Scripps Institution of Oceanography (SIO) in Californië. Aanvankelijk was hij in die functie aangesteld voor een periode van 3 jaar, maar door de komst van de Tweede Wereldoorlog behield hij deze positie tot 1948. Gedurende 33 expedities tussen 1938 en 1941, aan boord van het onderzoeksschip E.W. Scripps, creëerde hij een gedetailleerde oceanografische databank van de kusten voor Californië. 
Hij ontwikkelde tevens een theorie over de zeestromen, die bekendstaat als de Sverdrupbalans, een theoretische relatie tussen de (horizontale) windkracht uitgeoefend op het oppervlak van de open oceaan en het verticaal geïntegreerde noord-zuid-transport van oceaanwater.
Na zijn vertrek bij het SIO werd hij directeur van het Norwegian Polar Institute en zette hij zijn onderzoek in de oceanografie en mariene biologie verder. 
Hij werd professor geofysica aan de universiteit van Oslo vanaf 1949 tot aan zijn dood.
Hij schreef talrijke publicaties, waaronder zijn magnum opus uit 1942, The Oceans: Their Physics, Chemistry and General Biology, samen met Martin W. Johnson en Richard H. Fleming. Aanvankelijk had boek een zodanige hoge militaire waarde dat de distributie ervan beperkt werd; nadien werd het wijd verspreid en behoort het tot de standaardwerken voor oceanografie en mariene biologie.

## Erkenning
Sverdrup was lid van de National Academy of Sciences en de Noorse Academie van Wetenschappen. Hij behoorde eveneens tot de Zweedse Orde van de Poolster. 
De sverdrup, de eenheid om de flux of debiet uit te drukken van zeestromen, werd naar hem vernoemd, 
In de plaats Sverdrupisen op het eiland Nordaustlandet (Spitsbergen) is zijn naam te herkennen als een eerbetoon.
De Sverdrup Gold Medal Award, een prijs voor verdienstelijk onderzoek in de oceanografie, werd ook naar hem vernoemd. 
Hij ontving de Galatheamedaille in 1956.

## Primaire bibliografie
- “Der nordatlantische passat,” in Veröffentlichungen des Geophysikalischen Instituts der Universität Leipzig, ser. 2, B 2 (1917)
- “Dynamic of Tides on the North Siberian Shelf, Results from the Maud Expendition,” in Geofysiske publikasjoner, 4 no. 5 (1927)
- Scientific Results. The Norwegian North Polar Expedition with the “Maud,” 3 vols. (Bergen, 1927–1933)
- The Oceans, met M. W. Johnson and R. H. Fleming (New York, 1942)

Een volledige lijst van Sverdrups wetenschappelijke publicaties werd opgesteld door S. Richter, “Biboliografi over H. U. Sverdrups arbeider,” in Det Norske Videnskaps-Akademi i Oslo Arbok 1958 (Oslo, 1959).

## Privé-leven
Hij huwde met Gudrun Bronn Vaumond (1893-1929). Ze hadden geen kinderen maar hij adopteerde  Anna Margrethe, een dochter van Gudrun uit een eerder huwelijk.
Door zijn expedities naar de Noordpool kreeg hij een grote interesse in de Tsjoektsjen uit Noordwest Siberië. Deze etnologische interesses behield hij gedurende gans zijn verdere leven.